# Pir (Okropiridze)
Pir, nazwisko świeckie Okropiridze (ur. 20 października?/1 listopada 1874 w Disewi, zm. 28 kwietnia 1922 w Telewi) – gruziński biskup prawosławny.

## Życiorys
W wieku siedmiu lat ojciec przyszłego hierarchy oddał go na wychowanie do monasteru Alawerdi, na wychowanie duchowne pod kierunkiem dziadka – hieromnicha Sylwestra (jego brat Aleksander był prawosławnym biskupem). Formalne wykształcenie teologiczne uzyskał w szkole duchownej w Tyflisie. W 1890 podjął naukę w seminarium duchownym w Tyflisie. Po trzech latach przeniósł się do seminarium w Stawropolu i tam ukończył kurs seminarium. W 1900 uzyskał dyplom kandydata nauk teologicznych w Kijowskiej Akademii Duchownej. W czasie nauki złożył wieczyste śluby mnisze z imieniem Pir, a następnie został wyświęcony kolejno na hierodiakona i hieromnicha.
Pracował w Towarzystwie Odnowy Prawosławnego Chrześcijaństwa na Kaukazie jako inspektor prowadzonych przez nie szkół. W latach 1902–1905 był asystentem nadzorcy szkoły duchownej w Gori. W 1905 mianowano go przełożonym monasteru Mocameti w eparchii imeretyńskiej. Dwa lata później otrzymał godność archimandryty, zaś w 1909 został przełożonym monasteru Dawid Garedża. W 1911 został przeniesiony do monasteru Szio-Mgwime, gdzie także kierował wspólnotą.
10 grudnia 1915 został nominowany na biskupa alawerdzkiego, czwartego wikariusza Egzarchatu Gruzińskiego. Jego chirotonia biskupia odbyła się 15 stycznia następnego roku w Ławrze św. Aleksandra Newskiego w Piotrogrodzie. Do jego obowiązków należało kierowanie komitetem ds. wydawania literatury duchownej i ksiąg cerkiewnych w języku gruzińskim oraz redagowanie „Wiestnika Gruzinskogo Egzarchata”, oficjalnego organu prasowego administratury. Od marca 1916, zachowując dotychczasowy tytuł, był trzecim wikariuszem Egzarchatu.
W 1917 Gruziński Kościół Prawosławny ogłosił restytucję swojej autokefalii. Biskup Pir został wówczas mianowany ordynariuszem samodzielnej eparchii alawerdzkiej. Urząd sprawował do śmierci w 1922. Został pochowany w głównej katedrze monasteru Alawerdi.